# Roger Mathis
Roger Mathis (Chavannes-près-Renens, 4 aprile 1921 – Féchy, 9 luglio 2015) è stato un calciatore svizzero, di ruolo difensore.